# Distichocera fuliginosa
Distichocera fuliginosa là một loài bọ cánh cứng trong họ Cerambycidae.